# Breakout (álbum)
Breakout —en español: Escapar— es el segundo álbum de estudio de la cantante estadounidense Miley Cyrus. Fue lanzado el 22 de julio de 2008 por Hollywood Records.
Cyrus compuso muchas de las canciones de Breakout mientras viajaba en el Best of Both Worlds Tour (2007-08). La mayoría de las canciones cuentan con créditos de escritura de Antonina Armato y Tim James. En general, Breakout tiene más contenido de pop rock, pero explora una variedad de otros géneros musicales.
El álbum tuvo éxito comercial, alcanzando el primer puesto en el Billboard 200 durante una semana y fue certificado disco de platino en Estados Unidos, donde vendió 1 603 000 copias. Breakout encabezó la lista de álbumes de Australia y Canadá durante una y dos semanas consecutivas respectivamente. También alcanzó la lista de los diez primeros en Italia, Japón y Nueva Zelanda.
Se lanzaron dos sencillos. El primero fue «7 Things», que fue un éxito comercial, alcanzando la lista de los diez primeros en Australia, Japón, Noruega y Estados Unidos. El segundo y último sencillo, «Fly on the Wall», alcanzó su pico más alto en el número dieciséis en la lista de sencillos del Reino Unido, aunque no superó el éxito de los dos anteriores. La remezcla de Rock Mafia de «See You Again» se lanzó como sencillo promocional, el cual fue lanzado en aquellos países en los que la versión original no fue sencillo. La remezcla hizo que la canción cosechara aún más éxito, apareciendo en las listas de varios países. Cyrus interpretó canciones de Breakout en numerosos lugares y en 2009, comenzó su primera gira mundial para promocionar el álbum, llamada Wonder World Tour.

## Antecedentes
Miley Cyrus es una cantante, compositora y actriz que interpretó el papel de Miley Stewart en la serie de Disney Channel, Hannah Montana. Debido a esto, Cyrus, se convirtió en un ídolo adolescente y lanzó música bajo el nombre de su personaje. El álbum debut de Cyrus, titulado, Meet Miley Cyrus, fue lanzado como el segundo disco del álbum doble Hannah Montana 2: Meet Miley Cyrus. Breakout es el segundo álbum de estudio de Cyrus, pero es el primero que no está relacionado con su personaje, Hannah Montana. Cyrus quiso reflejar este hecho en el título del álbum titulándolo Breakout —en español «Escape»—. Además, también era una de sus canciones favoritas.
Cyrus, creyó que, en comparación con sus anteriores álbumes, Breakout era más adulto y creativo. Quiso incorporar al sonido influencias rock, diciendo que las letras de Breakout, eran completamente diferentes a las de su anterior álbum, y que significaban mucho más para ella. Según Cyrus, el álbum habla de lo que estaba viviendo últimamente. La mayoría de las canciones fueron escritas mientras Cyrus estaba en la gira Best of Both Worlds Tour, entre octubre de 2007 y enero de 2008. En una entrevista para Billboard, Cyrus declaró que esta vez se esforzó aún más para escribir las canciones y dijo: "No importa cuánto dure lo que estoy haciendo aquí, quiero ser compositora por el resto de mi vida. Me encanta y es mi escape. Solo espero que este disco muestre que — más que nada — soy una escritora".
La grabación comenzó inmediatamente después de acabar la gira, finalizándolas rápidamente en marzo para que Cyrus pudiera comenzar las grabaciones de Hannah Montana: The Movie. Cyrus dijo que a través de cada canción, un oyente puede descubrir algo acerca de ella, y de sí mismo. Sobre conectar con sus fanáticos a través de Breakout, afirmó que quería que "las chicas se sintieran capaces de sentirse empoderadas y simplemente sintieran que pueden rockear", y agregó que, "escuchando esta música, espero que puedan sentir una razón para bailar y simplemente sonreír y divertirse. Este CD es totalmente apropiado para mi edad, especialmente para mí".

## Desarrollo

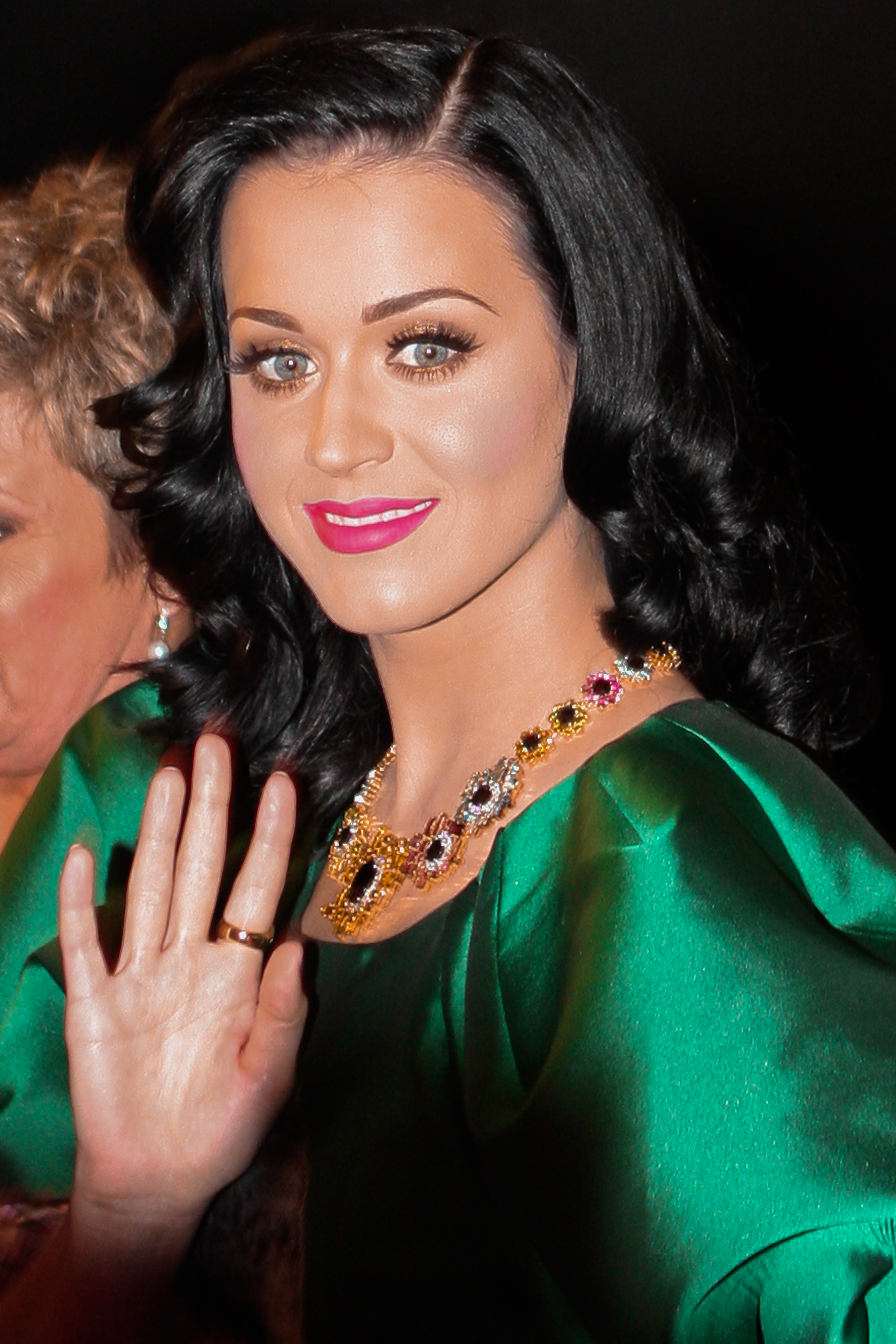
Katy Perry fue la primera persona en grabar la canción «Breakout».

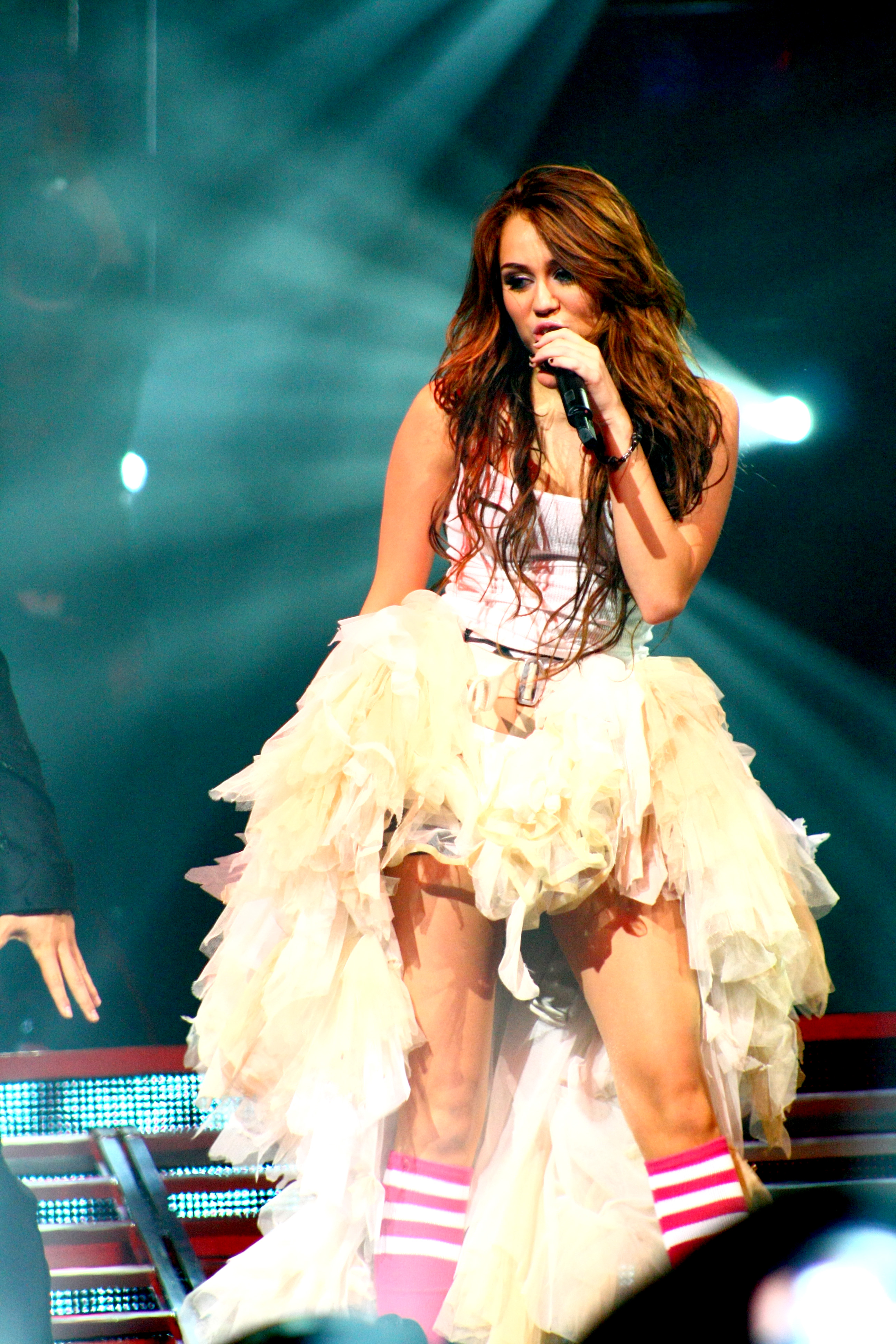
Miley Cyrus interpretando «Fly on the Wall» durante la gira Wonder World Tour.

«Breakout», fue escrita por Ted Bruner, en colaboración con Trey Vittetoe y Gina Schock de The Go-Go's. La canción fue grabada primero por Katy Perry para que apareciera en su segundo álbum de estudio, One of the Boys, en 2008. Como la mayoría de canciones del álbum, Cyrus escribió «7 Things» mientras estaba de gira en el Best of Both Worlds Tour, reflejando sus numerosos sentimientos acerca de un exnovio. Originalmente, «7 Things» era más suave y agradable, pero Cyrus dijo que se volvió loca cuando la estaba grabando, y le dio a la canción un sonido más fuerte. Cyrus decidió grabar una versión de la canción de Cyndi Lauper, «Girls Just Want to Have Fun», titulada «Girls Just Wanna Have Fun», después de que Lauper le dijera en los Grammy de 2008, que no le tuviera miedo a nada. Ella quería que su versión fuera totalmente diferente de todas las otras. Dijo que al grabar la canción, fue casi como si tuviera que volver a aprenderla, pues decía que era completamente diferente. «Full Circle», fue escrita por Cyrus, Scott Cutler y Anne Preven, acerca de la relación que Cyrus tenía con Nick Jonas, de los Jonas Brothers. Cyrus dijo que la canción era acerca de dos personas que siempre volvían a estar juntas a pesar de lo que la gente decía.
«Fly on the Wall» fue escrita por Cyrus con la ayuda de Armato, James, y Devrim Karaoglu. Estaba dedicada a la prensa, pues Cyrus dijo que piensan que lo saben todo sobre ella, pero que en realidad no saben nada. También añadió que a la prensa le gustaría ser una mosca en su pared, frase que utilizó en la canción. Cyrus explicó que intentaba evitar a los paparazzis pero no lo conseguía; no desaparecían como pequeñas moscas molestas.
Cyrus se inspiró para escribir «Bottom of the Ocean» por un pez que se le había muerto cuando tenía 11 años. La canción habla de que, si ya no puedes querer más a alguien, tienes que dejar tus sentimientos en el fondo del océano. Cyrus dijo que el tema cambió radicalmente una vez que ella empezó a escribir la canción. Junto con Armato, James, y Aaron Dudley escribieron «Wake Up America», un tema sobre ecología. La canción iba dirigida a los jóvenes de hoy en día, para que cuidaran de la Tierra, para que en un futuro sus hijos, y los hijos de sus hijos vivieran en un mundo mejor. Cyrus grabó una versión de la canción de Cheyenne Kimball, «Four Walls», titulada «These Four Walls». La duodécima y última canción del álbum, es un remix del éxito «See You Again», hecho por Rock Mafia. «See You Again», fue originalmente lanzada en el anterior álbum de Cyrus de 2007, Meet Miley Cyrus, segundo disco del álbum doble, Hannah Montana 2: Meet Miley Cyrus.

## Sencillos
«7 Things» fue lanzada digitalmente como el primer sencillo de Breakout, el 17 de junio de 2008. Tras el lanzamiento de la canción, empezaron a circular rumores de que la canción trataba sobre Nick Jonas, de los Jonas Brothers, rumores que Cyrus, no confirmó ni negó. Recibió críticas mixtas, comparando a Cyrus con Avril Lavigne. «7 Things», consiguió éxito mundialmente, llegando entre los diez primeros de las listas de Australia, Japón, Noruega y Estados Unidos. El sencillo, fue certificado platino en Estados Unidos. El vídeo musical fue dirigido por Brett Ratner, y muestra a Cyrus interpretando la canción junto a un grupo de adolescentes.
«See You Again (Rock Mafia Remix)» fue lanzada el 11 de agosto de 2008 como el segundo sencillo de Breakout, solo en países donde la versión original no lo fue. El remix recibió buenas críticas. El remix, hizo que el éxito de la canción, se expandiera por el mundo, llegando a las listas de Austria, Bélgica, Alemania, Irlanda, y Reino Unido. Aunque no se hizo un vídeo musical para la canción, se usó el vídeo donde Cyrus aparece cantando la canción en directo, en los Disney Channel Games de 2008.
«Fly on the Wall» fue lanzada el 16 de febrero de 2009 como el tercer y último sencillo del álbum. Fue elogiada por varios críticos, diciendo que Cyrus desafió las expectativas del teen pop, añadiendo también, que era la mejor canción del álbum. Sin embargo, la canción no pudo igualar el éxito de 7 Things, alcanzando su pico más alto en el número dieciséis de las listas musicales del Reino Unido. Su vídeo musical fue dirigido por Philip Andelman, inspirándose en el vídeo musical de Thriller, de Michael Jackson. En el vídeo, Cyrus aparece en un aparcamiento subterráneo, intentando escapar de unos paparazzis.

## Recepción de la crítica
Breakout recibió en general críticas positivas, obteniendo una puntuación colectiva de 66 sobre 100 en Metacritic. Heather Phares de Allmusic, comentó que el título del álbum expresa muy bien su propósito, aunque la música no llega a ser radicalmente diferente a la de Hannah Montana, añadiendo que solo unas cuantas canciones del álbum rompen realmente ese molde. También dijo que aunque Breakout no era un gran avance, Cyrus ya se estaba alejando cada vez más de su personaje. Kerri Mason de Billboard, dijo que aunque el álbum era apropiado para los más jóvenes, también lo era para gente más adulta, y felicitó a Cyrus por nacer con el don de ser una estrella del pop. Sarah Rodman de The Boston Globe, creyó que en Breakout Cyrus estaba tratando de complacer a todo el mundo. Ella resumió: "Con Breakout, Cyrus claramente ha tomado la decisión de romper con el brillante y feliz personaje de 'Hannah Montana', pero no ha desgastado tanto su sonido como para que sus fans no reconozcan que ella simplemente está siendo Miley". Chris William de Entertainment Weekly calificó el álbum con una B y señaló que la primera mitad del álbum fue "divertida", pero la segunda mitad se volvió "demasiado llena de baladas", asumiendo que ese era el lado más maduro de Cyrus que había prometido. Miakel Wood, de Los Angeles Times, declaró: "En ese sentido, Breakout no es material para los deslumbrantes espectáculos itinerantes y las películas de conciertos en 3-D que se avecinan. Sin embargo, como retrato de la artista como una joven descontenta, extrañamente es menos que fascinante".

## Lista de canciones
- Edición estándar

| Breakout |                                    |                                       |                             |          |  |
| N.º      | Título                             | Escritor(es)                          | Productor(es)               | Duración |  |
| 1.       | «Breakout»                         | Gina Schock Ted Bruner Trey Vittetoe  | Scott Cutler Anne Preven    | 3:25     |  |
| 2.       | «7 Things»                         | Miley Cyrus Antonina Armato Tim James | John Fields                 | 3:34     |  |
| 3.       | «The Driveway»                     | Cyrus Cutler Preven                   | Cutler Preven               | 3:42     |  |
| 4.       | «Girls Just Wanna Have Fun»        | Robert Hazard                         | Matthew Wilder              | 3:07     |  |
| 5.       | «Full Circle»                      | Cyrus Cutler Preven                   | Cutler Preven               | 3:15     |  |
| 6.       | «Fly on the Wall»                  | Cyrus Armato James Devrim Karaoglu    | Armato James Karaoglu [ a ] | 2:32     |  |
| 7.       | «Bottom of the Ocean»              | Cyrus Armato James                    | Armato James                | 3:15     |  |
| 8.       | «Wake Up America»                  | Cyrus Armato James Aaron Dudley       | Armato James                | 2:45     |  |
| 9.       | «These Four Walls»                 | Cutler Preven Cheyenne Kimball        | Cutler Preven               | 3:26     |  |
| 10.      | «Simple Song»                      | Jeffrey Steele Jesse Littleton        | Armato James                | 3:33     |  |
| 11.      | «Goodbye»                          | Cyrus Armato James                    | Armato James                | 3:53     |  |
| 12.      | «See You Again» (Rock Mafia Remix) | Cyrus Armato James                    | Armato James Karaoglu [ a ] | 3:17     |  |
| 39:44    |                                    |                                       |                             |          |  |

- Edición especial

| Breakout – Edición japonesa (bonus tracks) |                                 |          |  |
| N.º                                        | Título                          | Duración |  |
| 13.                                        | «7 Things» (EK's Baleric Remix) | 5:47     |  |
| 14.                                        | «7 Things» (Daishi Dance Remix) | 4:29     |  |
| 50:00                                      |                                 |          |  |

| Breakout – Edición japonesa (bonus DVD) |                                                                     |          |  |
| N.º                                     | Título                                                              | Duración |  |
| 1.                                      | «7 Things» (vídeo musical)                                          | 3:40     |  |
| 2.                                      | «See You Again» (en directo desde los Disney Channel Games de 2008) | 3:25     |  |
| 3.                                      | «Miley, Music & More»                                               | 3:01     |  |
| 10:06                                   |                                                                     |          |  |

| Breakout – Edición platino (bonus tracks) |                              |                             |                             |          |  |
| N.º                                       | Título                       | Escritor(es)                | Productor(es)               | Duración |  |
| 13.                                       | «Hovering» (con Trace Cyrus) | Armato James                | Armato James                | 3:03     |  |
| 14.                                       | «Someday»                    | Cyrus Armato James Karaoglu | Armato James Karaoglu [ a ] | 2:29     |  |
| 45:16                                     |                              |                             |                             |          |  |

| Breakout – Edición platino (bonus DVD) |                                                                       |          |  |
| N.º                                    | Título                                                                | Duración |  |
| 1.                                     | «7 Things» (vídeo musical)                                            | 3:39     |  |
| 2.                                     | «Making of '7 Things'»                                                | 2:31     |  |
| 3.                                     | «7 Things» (en directo desde Clear Channel Stripped)                  | 3:34     |  |
| 4.                                     | «The Driveway» (en directo desde Clear Channel Stripped)              | 3:49     |  |
| 5.                                     | «Simple Song» (en directo desde Clear Channel Stripped)               | 3:46     |  |
| 6.                                     | «See You Again» (en directo desde Clear Channel Stripped)             | 3:31     |  |
| 7.                                     | «Breakout» (en directo desde los Disney Channel Games de 2008)        | 3:13     |  |
| 8.                                     | «Fly on the Wall» (en directo desde los Disney Channel Games de 2008) | 2:42     |  |
| 9.                                     | «See You Again» (en directo desde los Disney Channel Games de 2008)   | 3:25     |  |
| 10.                                    | «Miley, Music & More»                                                 | 3:01     |  |
| 33:11                                  |                                                                       |          |  |

| Breakout – Edición platino japonesa (bonus tracks) |                               |                             |          |  |
| N.º                                                | Título                        | Escritor(es)                | Duración |  |
| 13.                                                | «7 Things» (Ek's Baleric Mix) | Cyrus Armato James          | 5:47     |  |
| 14.                                                | «7 Things» (Daishi Dance Mix) | Cyrus Armato James          | 4:29     |  |
| 15.                                                | «Hovering» (con Trace Cyrus)  | Armato James                | 3:03     |  |
| 16.                                                | «Someday»                     | Cyrus Armato James Karaoglu | 2:29     |  |
| 55:32                                              |                               |                             |          |  |

| Breakout – Edición platino japonesa (bonus DVD) |                                                                       |          |  |
| N.º                                             | Título                                                                | Duración |  |
| 1.                                              | «7 Things» (vídeo musical)                                            | 3:39     |  |
| 2.                                              | «Making of '7 Things'»                                                | 2:31     |  |
| 3.                                              | «7 Things» (en directo desde Clear Channel Stripped)                  | 3:34     |  |
| 4.                                              | «The Driveway» (en directo desde Clear Channel Stripped)              | 3:49     |  |
| 5.                                              | «Simple Song» (en directo desde Clear Channel Stripped)               | 3:46     |  |
| 6.                                              | «See You Again» (en directo desde Clear Channel Stripped)             | 3:31     |  |
| 7.                                              | «Breakout» (en directo desde los Disney Channel Games de 2008)        | 3:13     |  |
| 8.                                              | «Fly on the Wall» (en directo desde los Disney Channel Games de 2008) | 2:42     |  |
| 9.                                              | «See You Again» (en directo desde los Disney Channel Games de 2008)   | 3:25     |  |
| 10.                                             | «Miley, Music & More»                                                 | 3:01     |  |
| 11.                                             | «Miley, Music & More» (primer anuncio)                                |          |  |
| 12.                                             | «Miley, Music & More» (segundo anuncio)                               |          |  |
| 13.                                             | «Sweet 16 (Birthday Party): Share The Celebration»                    |          |  |
| 14.                                             | «Tv Cm-Spots (Japan Version)» (anuncio de 15 segundos)                |          |  |
| 15.                                             | «Tv Cm-Spots (Japan Version)» (anuncio de 30 segundos)                |          |  |
| 16.                                             | «Biography»                                                           |          |  |

Notas
1. 1 2 3  denota co-productor.

## Personal
Créditos adaptados de las notas de Breakout.
| - Pete Anderson — ingeniero - Antonina Armato — productora - Tommy Barbarella — teclado - Michael Bland — batería - Paul Bushnell — bajo - Scott Campbell — ingeniero - Ken Chastain — percusión - Dorian Crozier — batería - Scott Cutler — productor - Miley Cyrus — voz de fondo, voz principal - Aaron Dudley — guitarra - Mark Endert — mezcla - John Fields — corista, bajo, ingeniero, guitarra, teclado, productor, programación - Josh Freese — batería - Steve Hammons — programación de batería, ingeniería, mezcla - James Harrah — guitarra - Sean Hurley — bajo - Tim James — productor - Parker Jayne — batería - Enny Joo — dirección de arte, diseño - Devrìm Karaoglu — programación de batería, arreglo de trompa, teclado, intérprete, productor, arreglo de cuerdas - Abe Laboriel, Jr. — batería - David Levita — guitarra - Jon Lind — A&R, corista | - Chris Lord-Alge — mezcla - Stephen Lu — teclado, arreglo de cuerdas - Nigel Lundemo — edición digital, ingeniero - Gavin MacKillop — ingeniero - Jason Morey — productor ejecutivo - Jamie Muhoberac — piano - Sheryl Nields — fotografía - Clif Norrell — mezcla - William Owsley III — corista, guitarra, mandolina - Paul Palmer — mezcla - Christi Parker — A&R - Katy Perry — corista - Tim Pierce — guitarra - Anne Preven — corista, productora - Zac Rae — teclado - Gina Schock — corista - David Snow — director creativo - Ryan Star — corista - Heather Sturm — ingeniera - Robert Vosgien — masterización - Windy Wagner — corista - Cindy Warden — A&R - Matthew Wilder — ingeniero, teclado, mezcla, productor, programación - Terry Wood — corista - Gigi Worth — corista |

## Posicionamiento en listas
| País (Lista 2008)                   | Mejor posición | Ref    |
| ----------------------------------- | -------------- | ------ |
| Alemania (Offizielle Top 100)       | 16             | [ 43 ] |
| Argentina (CAPIF)                   | 19             | [ 44 ] |
| Australia (ARIA)                    | 11             | [ 45 ] |
| Austria (Ö3 Austria Top 40)         | 12             | [ 46 ] |
| Bélgica (Ultratop Flanders)         | 38             | [ 47 ] |
| Bélgica (Ultratop Valonia)          | 42             | [ 48 ] |
| Canadá (Billboard Canadian Albums)  | 1              | [ 49 ] |
| Dinamarca (Tracklisten)             | 27             | [ 50 ] |
| España (PROMUSICAE)                 | 7              | [ 51 ] |
| Estados Unidos (Billboard 200)      | 1              | [ 52 ] |
| Europa (Top 100 Albums)             | 1              |        |
| Finlandia (Suomen virallinen lista) | 28             | [ 53 ] |
| Francia (SNEP)                      | 30             | [ 54 ] |
| Hungría (Mahasz)                    | 7              | [ 55 ] |
| Irlanda (Irish Albums Chart)        | 11             | [ 56 ] |
| Italia (FIMI)                       | 6              | [ 57 ] |
| Japón (Oricon Albums Chart)         | 10             | [ 58 ] |
| México (AMPROFON)                   | 23             | [ 59 ] |
| Noruega (VG-lista)                  | 15             | [ 60 ] |
| Nueva Zelanda (RMNZ)                | 2              | [ 61 ] |
| Polonia (OLiS)                      | 15             | [ 62 ] |
| Reino Unido (UK Albums Chart)       | 10             | [ 63 ] |
| República Checa (ČNS IFPI)          | 32             | [ 64 ] |
| Suiza (Schweizer Hitparade)         | 25             | [ 65 ] |

| País (Lista 2008)              | Mejor Posición | Ref    |
| ------------------------------ | -------------- | ------ |
| Australia (ARIA)               | 19             | [ 66 ] |
| Austria (Ö3 Austria)           | 74             | [ 67 ] |
| Canadá (Billboard)             | 17             | [ 68 ] |
| Estados Unidos (Billboard 200) | 32             | [ 69 ] |
| Europa (Billboard)             | 88             | [ 70 ] |
| Global (IFPI Albums)           | 23             | [ 71 ] |
| Hungría (MAHASZ)               | 86             | [ 72 ] |
| Nueva Zelanda (RMNZ)           | 14             | [ 73 ] |
| Reino Unido (UK Albums)        | 91             | [ 74 ] |
| País (Lista 2009)              | Mejor Posición | Ref    |
| Alemania (Offizielle Top 100)  | 78             | [ 75 ] |
| España (PROMUSICAE)            | 50             | [ 76 ] |
| Estados Unidos (Billboard 200) | 76             | [ 77 ] |
| Europa (Billboard)             | 78             | [ 78 ] |
| Reino Unido (UK Albums)        | 138            | [ 79 ] |

## Certificaciones
| País           | Organismo certificador | Certificación | Ventas certificadas | Ref.   |
| -------------- | ---------------------- | ------------- | ------------------- | ------ |
| Alemania       | BVMI                   | Oro           | 100 000             | [ 80 ] |
| Australia      | ARIA                   | Platino       | 70 000              | [ 81 ] |
| Austria        | IFPI Austria           | Oro           | 7 500               | [ 82 ] |
| Colombia       | ASINCOL                | Platino       | 10 000              | [ 83 ] |
| España         | PROMUSICAE             | Platino       | 80 000              | [ 84 ] |
| Estados Unidos | RIAA                   | 2× Platino    | 2 000               | [ 85 ] |
| Filipinas      | PARI                   | Platino       | 15 000              | [ 86 ] |
| GCC            | IFPI Oriente Medio     | Oro           | 3 000               | [ 87 ] |
| Irlanda        | IRMA                   | Platino       | 15 000              | [ 88 ] |
| Nueva Zelanda  | RMNZ                   | 2× Platino    | 30 000              | [ 89 ] |
| Polonia        | ZPAV                   | Oro           | 15 000              | [ 90 ] |
| Reino Unido    | BPI                    | Platino       | 300 000             | [ 91 ] |
| Rusia          | NFPP                   | 3× Platino    | 150 000             |        |